# Kurt Hagemann
Kurt Hagemann (Lebensdaten unbekannt) war ein deutscher Fußballspieler.

## Karriere
Hagemann gehörte dem FuCC Eintracht 1895 Braunschweig als Mittelfeldspieler an, für den er in den vom Fußballbund für das Herzogtum Braunschweig organisierten Meisterschaften in der regional höchsten Spielklasse, der 1. Klasse, Punktspiele bestritt und dreimal in Folge als Meister aus dieser hervorgegangen war. Am Saisonende 1907/08 wurde er mit seiner Mannschaft Meister des NFV-Bezirks Braunschweig.
Infolgedessen nahm sein Verein auch an der Endrunde um die Deutsche Meisterschaft teil. Er bestritt mit dem Erst- und Zweitrundenspiel innerhalb der Ausscheidungsrunde seine ersten beiden Endrundenspiele. Sein Debüt gab er am 9. April 1905 in Magdeburg auf dem Sportplatz Am Schleppsäbel beim 3:2-Sieg n. V. über den Hannoverschen Fußball-Club 1896. Auch sein zweiter Einsatz drei Wochen später gegen den Magdeburger FC Viktoria 1896 war vom Sieg – 2:1-Sieg n. V. – gekrönt, zu dem er in der 68. Minute per Strafstoß beitrug, bevor er mit seiner Mannschaft am 14. Mai 1905 in Magdeburg dem BTuFC Union 92 – der per Freilos ins Viertelfinale eingezogen war – mit 1:4 unterlegen war.
Mit der Gründung des Norddeutschen Fußball-Verbandes am 15. April 1905 nahm sein Verein auch an den von diesem organisierten Norddeutschen Meisterschaften teil. In der ersten Auflage erreichte sein Verein das am 8. April 1906 in Braunschweig angesetzte Finale, das mit 2:5 gegen den SC Victoria Hamburg verloren wurde, wie auch am 17. März 1907 in Hamburg mit 1:6; doch am 12. April 1908 wurde eben dieser Verein mit 3:1 bezwungen.
Daraufhin war sein Verein in der Endrunde um die Deutsche Meisterschaft vertreten, in der er am 3. Mai 1908 im Hamburger Stadion Hoheluft bei der 0:1-Niederlage gegen den Duisburger SpV im Viertelfinale debütierte; das Tor erzielte Willi van der Weppen in der 90. Minute.

## Erfolge
- Norddeutscher Meister 1908
- Zweiter der Norddeutschen Meisterschaft 1906, 1907
- Meister des NFV-Bezirks Braunschweig 1908
- Meister des Fußballbundes für das Herzogtum Braunschweig 1905, 1906, 1907